# Pfaffenthal
Pfaffenthal (en luxembourgeois : Pafendall ) est l'un des 24 quartiers de Luxembourg-ville, qui est situé dans la vallée de l'Alzette. Il s'étend approximativement du pont grande-duchesse Charlotte au viaduc ferroviaire, juste au nord-est de Ville-Haute. En 2016, le quartier comptait 1 252 habitants.
Le Pfaffenthal, ensemble avec la partie appelée Sichenhaff, est parmi les vieux quartiers de Luxembourg-Ville, à savoir Stadtgrund, Clausen et Pfaffenthal, l’un des plus pittoresques de par son histoire, sa topographie, ses monuments et vestiges historiques et archéologiques, sa population, ses coutumes, sa situation…
Ce quartier calme, blotti dans la vallée de l’Alzette, un affluent de la Sûre, était autrefois à caractère artisanal, commercial, industriel, militaire, monastique, culturel, artistique, folklorique et social. De nos jours, c’est un faubourg jeune, en pleine mutation, et ceci grâce à sa population multi-culturelle.
Les habitants s'appellent les Pafendaller.
Le territoire du Pfaffenthal fait partie du secteur protégé de la vallée de l’Alzette et depuis 1994 de la zone tampon inscrite sur la liste du patrimoine mondial de l’UNESCO.

## Situation géographique
Le quartier Pfaffenthal a une surface de 37,52 ha et est situé au centre de la capitale. Il confine au nord à Weimerskirch,
à l’est à Kirchberg et Clausen, au sud au Grund, et à l’est à la Ville-Haute, Limpertsberg et Eich.
L’Alzette traverse le quartier Pfaffenthal du nord au sud et le divise en deux parties, ouest et est.

## Historique
Avec la ville basse du Grund, le Pfaffenthal forme le quartier le plus ancien de la ville de Luxembourg. À l’époque romaine, une route qui reliait Reims à Trèves franchissait au Pfaffenthal la rivière Alzette. Au Moyen Âge, les artisans cherchant la proximité de l’eau — tanneurs, brasseurs, teinturiers — s’établissaient au Pfaffenthal.
Le nom du quartier fait référence aux moines de l’abbaye d’Altmünster qui cultivaient la terre dans cette vallée fertile. Son nom français était Vaux-les-Moines (Vallis Sacerdotalis en latin), mais n’est plus utilisé de nos jours.
Le Pfaffenthal est l’un des quartiers de la ville les plus chargés d’histoire.
Ici se trouvaient le premier hôpital et la première maternité de la forteresse de Luxembourg. À proximité immédiate de l’Alzette, c’était un quartier important pour les artisans de la ville. Les tanneurs, qui produisaient le cuir pour la fabrication de gants, si importante pour le Luxembourg, s’étaient établis ici, en aval de la ville. La vie était déterminée par la proximité du fleuve, qui fournissait la force motrice pour les nombreux moulins. Au 17e siècle les sieurs clarisses urbanistes se sont installées dans le bâtiment dans lequel se trouve actuellement l’hospice civil.
Ce sont les travaux de Vauban qui donnent à ce faubourg son aspect caractéristique en l’intégrant dans la forteresse. Deux portes fortifiées — les portes d’Eich et des Bons Malades — ferment désormais la vallée. Elles sont reliées par une courtine (chemin de ronde), le Béinchen, qui enjambe la rivière. À l’abri de ces nouvelles fortifications, les Clarisses du Saint-Esprit reconstruisent à la fin du XVIIe siècle leur couvent, l’actuel Hospice civil.
Le circuit Vauban permet de découvrir aujourd’hui ce patrimoine historique exceptionnel.
Un ascenseur panoramique public, inauguré en 2016, relie le quartier à la Ville-Haute.
Le Pfaffenthal est desservi depuis 2017 par la gare de Pfaffenthal-Kirchberg, située sur la ligne 1 des chemins de fer luxembourgeois, accessible depuis la rue Saint-Mathieu par un ascenseur et reliée au quartier du Kirchberg, situé en contrehaut, par l'unique funiculaire du pays.